# IPhone 6s Plus
O iPhone 6s Plus é a versão maior do smartphone iPhone 6s produzida pela Apple Inc. Contando com 5,5 polegadas, pode ser considerado um phablet. A sua versão menor possui 4,7 polegadas. Ambos os smartphones foram apresentados juntos, no evento especial da Apple no dia 9 de setembro de 2015. O iPhone 6s Plus recebe atualizações até o dia de hoje, sendo compatível com o IOS 15.
A novidade fica por melhoras no sensor de digitais chamado de Touch ID, Alumínio série 7000 na construção e várias melhorias internas de câmera e hardware. Também, pela segunda vez na história da Apple, os iPhones ganharam uma nova cor, chamada de ouro rosa (ou ouro rosé). O iPhone 6s Plus também é capaz de gravar vídeos em 4K mas conta com estabilizador óptico na câmera traseira, proporcionando melhor qualidade da imagem em movimento.